# الإعاقة في فانواتو
في عام 2009، بلغ عدد الأشخاص ذوي الإعاقة في فانواتو حوالي 28,082 شخصًا، أي ما يعادل نحو 12% من إجمالي عدد السكان، مع تباين في درجات وأنواع الإعاقة.

## التاريخ
وقّعت فانواتو على اتفاقية حقوق الأشخاص ذوي الإعاقة في عام 2007، ثم صادقت عليها في العام التالي 2008. ومنذ ذلك الحين، اتخذت الحكومة خطوات ملموسة لتعزيز حقوق ورفاه الأشخاص ذوي الإعاقة، كان أبرزها:
- الخطة والسياسة الوطنية للإعاقة (2008–2015)

- سياسة الصحة النفسية وخطتها الوطنية (2009–2015)

- سياسة التعليم الشامل والخطة الإستراتيجية (2010–2020)

وتهدف هذه المبادرات إلى تعزيز الإدماج المجتمعي، وتحسين الخدمات الصحية والتعليمية، وتوفير الدعم اللازم للأشخاص ذوي الإعاقة وأسرهم.

## التحديات
رغم هذه الجهود، لا تزال بعض التحديات قائمة، مثل:
- صعوبة الوصول إلى المرافق العامة ووسائل النقل

- نقص الموارد التعليمية والتقنيات المساعدة

- محدودية التوظيف والدخل للأشخاص ذوي الإعاقة

- وجود بعض الممارسات الثقافية التي تُكرّس التمييز أو العزلة